# Won surcoreano
El won surcoreano (en hangul, 대한민국 원; en hanja, 大韓民國 圓; romanización revisada, Daehan Minguk weon; McCune-Reischauer, Taehan Minkuk wŏn)  o simplemente won (en hangul, 원; en hanja, 圓; romanización revisada, weon; McCune-Reischauer, wŏn), cuyo plural en español es wones, es la moneda de curso legal de Corea del Sur. Está dividida en 100 chones (en hangul, 전; romanización revisada, jeon; McCune-Reischauer, chŏn), aunque no existen monedas de esta denominación. Su código ISO 4217 es KRW, y su símbolo ₩.

## Etimología
La palabra won es un término cognado que deriva del yuan chino y el yen japonés. Estas tres monedas tienen en común el mismo símbolo chino: 圓, que denota la propiedad redonda de un objeto (las monedas). El won se divide en 100 chones o jeon (en hangul: 전, en hanja: 錢), que significa “dinero”, el cual tiene el mismo origen que en chino para referirse al bronce y el cobre con el que estaban fabricadas las monedas chinas.

## Historia

### Primer won surcoreano
Durante la época colonial, el won se sustituyó a la par por el yen, formando el yen coreano.
En 1945, después de la Segunda Guerra Mundial, Corea se dividió, resultando en dos monedas diferentes, ambas llamadas won, para el Sur y para el Norte. Tanto el won del Sur y el won del Norte sustituyeron a la par el yen. El primer won surcoreano se subdividió en 100 jeon.
El won surcoreano se fijó inicialmente para el dólar estadounidense a una tasa de 15 wones = 1 dólar. Hubo una serie de devaluaciones seguidas, posteriormente, en parte debido a la guerra de Corea. Los tipos de cambio fijos fueron:
| Tipos de cambio para el primer won surcoreano. | Tipos de cambio para el primer won surcoreano.   |
| Fecha de introducción                          | Valor del won en dólar estadounidense            |
| ---------------------------------------------- | ------------------------------------------------ |
| Octubre de 1945                                | 15                                               |
| 15 de julio de 1947                            | 50                                               |
| 1 de octubre de 1948                           | 450                                              |
| 14 de junio de 1949                            | 900 (sólo para transacciones no-gubernamentales) |
| 1 de mayo de 1950                              | 1800                                             |
| 1 de noviembre de 1950                         | 2500                                             |
| 1 de abril de 1951                             | 6000                                             |

El primer won surcoreano fue sustituido por el hwan, el 15 de febrero de 1953 en una tasa de 1 hwan = 100 wones.

#### Billetes
En 1946, el Banco de Joseon introdujo billetes de 10 y 100 wones, seguidos en 1949 de las denominaciones de 5 y 1000 wones. Sus diseños eran parecidos a los de los billetes japoneses del periodo de la invasión nipona. Sin embargo, existían dos diferencias con estos. Por una parte se sustituyó la paulownia, emblema del gobierno de Japón, por una rosa de Siria, la flor nacional coreana. También se eliminó el texto referente a la intercambiabilidad del won con el yen japonés.
En 1950 se creó el Banco de Corea, que asumió las competencias relativas a la emisión de dinero del Banco de Joseon. Se introdujeron nuevas denominaciones de 5, 10 y 50 chones, y 100 y 1000 wones. En 1952 se añadieron los billetes de 500 wones. Un año más tarde se introdujo una nueva serie de billetes denominados en inglés como won, sin embargo, eran las primeras emisiones del hwan.

### Segundo won surcoreano
El 9 de junio de 1962 se reintrodujo el won con una tasa de cambio de 10 hwan = 1 KRW, sin embargo no será hasta el 22 de marzo de 1975 cuando sea la única moneda de curso legal en Corea del Sur. En el momento de su introducción, se cotizaba a 125 wones = 1 USD.
El 27 de febrero de 1980 se iniciaron los preparativos para seguir una política de fluctuación libre. Finalmente el 24 de diciembre de 1997 se firmó un acuerdo con el Fondo Monetario Internacional para permitir la libre fluctuación del won en el mercado. Poco tiempo después se vio devaluado hasta casi la mitad de su valor como otras tantas divisas asiáticas, debido a la crisis financiera asiática.

#### Monedas
Hasta 1966 se utilizaron las monedas de 10 y 50 hwan, revaluadas como 1 y 5 wones. Las nuevas acuñaciones se introdujeron el 16 de agosto de 1966 en denominaciones de 1, 5, y 10 wones. Estas emisiones fueron las primeras en llevar la era común, ya que las anteriores se fechaban según el calendario coreano. El 22 de marzo de 1975 se retiraron de la circulación las monedas de 10 y 50 hwan.
En 1968, el latón con el que estaba fabricada la moneda de 1 won superaba en precio al valor facial de la misma, por lo que se sustituyó este metal por el aluminio. Para reducir los costos de producción de monedas, se acuñaron nuevos tipos de monedas de 5 y 10 wones de bronce en 1970. Ese mismo año se introdujeron monedas de 100 wones, y en 1972 las de 50 wones.
| Denominación | Emisión   | Metal    | Diámetro (mm) | Peso (g) | Canto    | Anverso                         | Reverso                                   | Imagen |
| ------------ | --------- | -------- | ------------- | -------- | -------- | ------------------------------- | ----------------------------------------- | ------ |
| 1 won        | 1966-1980 | Cu+Ni+Zn | 17,20         | 1,70     | Liso     | Rosa de Siria 일원 한국은행     | 1 원 THE BANK OF KOREA año de acuñación   |        |
| 1 won        | 1968-     | Al       | 17,20         | 0,72     | Liso     | Rosa de Siria 일원 한국은행     | 1 원 THE BANK OF KOREA año de acuñación   |        |
| 5 won        | 1966-     | Cu+Zn    | 20,40         | 3,90     | Liso     | Barco Tortuga 오원 한국은행     | 5 원 THE BANK OF KOREA año de acuñación   |        |
| 5 wones      | 1970-     | Cu+Ni+Zn | 20,40         | 2,95     | Liso     | Barco Tortuga 오원 한국은행     | 5 원 THE BANK OF KOREA año de acuñación   |        |
| 10 wones     | 1966-2006 | Cu+Zn    | 22,86         | 4,22     | Liso     | Pagoda de Dabotap 십원 한국은행 | 10 원 THE BANK OF KOREA año de acuñación  |        |
| 10 wones     | 1970-2006 | Cu+Ni+Zn | 22,86         | 4,06     | Liso     | Pagoda de Dabotap 십원 한국은행 | 10 원 THE BANK OF KOREA año de acuñación  |        |
| 50 wones     | 1972-     | Cu+Ni    | 21,60         | 4,16     | Estriado | Espiga de arroz 오십원 한국은행 | 50 원 THE BANK OF KOREA año de acuñación  |        |
| 100 wones    | 1970-     | Cu+Ni    | 24,00         | 5,42     | Estriado | Yi Sun Sin 백원 한국은행        | 100 원 THE BANK OF KOREA año de acuñación |        |

En 1982, con la inflación y la popularización de las máquinas expendedoras, se acuñaron monedas de 500 wones. En enero de 1983, con la intención de normalizar el cono monetario, se acuñó una nueva serie compuesta por monedas de 1, 5, 10, 50 y 100 wones utilizando el mismo estilo de la moneda de 500 wones, pero conservando los diseños de las series anteriores.
En 2006 el Banco de Corea anunció la intención de rediseñar la moneda de 10 wones a finales de ese año. Debido al incremento del costo de producción de estas monedas (un 38% más que el valor facial), se redujo el tamaño a los 18 mm y se cambió el metal a cobre con núcleo de aluminio. Su diseño es el mismo que el de la moneda anterior. Finalmente esta moneda se puso en circulación el 18 de diciembre de 2006.
Las moneda de 1 y 5 wones, legalmente en circulación, son muy difíciles de encontrar debido a su escaso valor, y que los precios se suelen redondear hasta los 10 wones.
| Denominación | Emisión   | Metal    | Diámetro (mm) | Peso (g) | Canto    | Anverso                | Reverso                       | Imagen |
| ------------ | --------- | -------- | ------------- | -------- | -------- | ---------------------- | ----------------------------- | ------ |
| 1 won        | 1983-2006 | Al       | 17,20         | 0,72     | Liso     | Rosa de Siria 일원     | 1 한국은행 año de acuñación   |        |
| 5 wones      | 1983-2006 | Cu+Ni+Zn | 20,40         | 2,95     | Liso     | Barco Tortuga 오원     | 5 한국은행 año de acuñación   |        |
| 10 wones     | 1983-2006 | Cu+Ni+Zn | 22,86         | 4,06     | Liso     | Pagoda de Dabotap 십원 | 10 한국은행 año de acuñación  |        |
| 10 wones     | 2006-     | Acero+Cu | 18,00         | 1,22     | Liso     | Pagoda de Dabotap 십원 | 10 한국은행 año de acuñación  |        |
| 50 wones     | 1983-     | Cu+Ni    | 21,60         | 4,16     | Estriado | Espiga de arroz 오십원 | 50 한국은행 año de acuñación  |        |
| 100 wones    | 1983-     | Cu+Ni    | 24,00         | 5,42     | Estriado | Yi Sun Sin 백원        | 100 한국은행 año de acuñación |        |
| 500 wones    | 1982-     | Cu+Ni    | 26,50         | 7,70     | Estriado | Grulla 오백원          | 500 한국은행 año de acuñación |        |

#### Billetes
El Banco de Corea designa los billetes y monedas de una forma única. En vez de crear un diseño similar y las fechas en una misma serie, lo que hacen es asignar series con un número X hasta el siguiente diseño para cada denominación. Todas las series están expresadas en hangul ordenadas de forma alfabética (가, 나, 다, 라, 마, 바, 사…). Así, un billete de 1000 wones impreso en 1983 pertenece a la segunda serie (나), porque es el segundo diseño de todos los billetes de 1000 wones desde la introducción del won en 1962.
En 1962 se introdujeron billetes en denominaciones de 10 y 50 chones, y 1, 5, 10, 50, 100 y 500 wones. La primera emisión de billetes se imprimieron en el Reino Unido en la imprenta de De la Rue. Las denominaciones en chones, junto a una segunda serie de wones se imprimieron en la Korea Minting and Security Printing Corporation.
En 1965, los billetes de 100 wones de la tercera serie se imprimió utilizando la técnica del intaglio para reducir la falsificación. En 1966 se introdujeron billetes impresos en el Reino Unido con la misma técnica, y en 1969 los de 50 won utilizando técnicas litográficas.
| Denominación | Color predominante | Dimensiones | Imagen del anverso | Imagen del reverso |
| ------------ | ------------------ | ----------- | ------------------ | ------------------ |
| 1 won        | Rojo               | 94 × 50 mm  |                    |                    |
| 5 wones      | Azul               | 94 × 50 mm  |                    |                    |
| 10 wones     | Verde              | 108 × 54 mm |                    |                    |
| 50 wones     | Naranja            | 156 × 66 mm |                    |                    |
| 100 wones    | Verde              | 156 × 66 mm |                    |                    |
| 500 wones    | Gris               | 156 × 66 mm |                    |                    |

| Denominación | Color predominante | Dimensiones | Imagen del anverso | Imagen del reverso |
| ------------ | ------------------ | ----------- | ------------------ | ------------------ |
| 10 chones    | Azul               | 90 × 50 mm  |                    |                    |
| 50 chones    | Marrón             | 90 × 50 mm  |                    |                    |
| 10 wones     | Violeta            | 140 × 63 mm |                    |                    |
| 50 wones     | Verde/Naranja Azul | 149 × 64 mm |                    |                    |
| 100 wones    | Verde              | 156 × 66 mm |                    |                    |
| 100 wones    | Verde              | 156 × 66 mm |                    |                    |
| 500 wones    | Marrón             | 165 × 73 mm |                    |                    |

Con el desarrollo económico de los años 60, el valor de los billetes de 500 wones empezó a ser menor, por lo que se emitieron cheques con denominaciones más altas. En 1970, los billetes de 100 wones se sustituyeron por monedas, lo mismo que ocurrió con los de 50 wones en 1972.
Las denominaciones más altas de 5000 y 10 000 wones se introdujeron en 1972 y 1973 respectivamente. Los billetes incorporaron nuevas medidas de seguridad, que incluían la marca de agua y fibras que cambiaban de color con la luz ultravioleta. Al principio estos dos billetes se iban a emitir al mismo tiempo, pero debido a varios problemas su emisión se retrasó un año. También se introdujo un nuevo billete de 500 wones, y otro de 1000 wones en 1975.
| Denominación | Color predominante | Dimensiones | Imagen del anverso | Imagen del reverso |
| ------------ | ------------------ | ----------- | ------------------ | ------------------ |
| 5000 wones   | Marrón             | 167 × 77 mm |                    |                    |
| 10 000 wones | Marrón             | 171 × 81 mm |                    |                    |

| Denominación | Color predominante | Dimensiones | Imagen del anverso | Imagen del reverso |
| ------------ | ------------------ | ----------- | ------------------ | ------------------ |
| 500 wones    | Verde/Rosa         | 159 × 69 mm |                    |                    |
| 1000 wones   | Violeta            | 163 × 73 mm |                    |                    |
| 5000 wones   | Naranja            | 167 × 77 mm |                    |                    |
| 10 000 wones | Verde              | 171 × 81 mm |                    |                    |

En 1982, los billetes de 500 wones fueron sustituidos por una moneda. Al año siguiente, como parte de la política de racionalización del sistema monetario, el Banco de Corea emitió una nueva serie de billetes y monedas. Muchos de los billetes tenían novedades como marcas distintivas para la gente ciega, o un lenguaje comprensible por las máquinas expendedoras. Estos billetes se imprimieron en papel fabricado a base de pulpa de algodón para reducir los costes de la producción.
Para hacer frente a la desregulación en la importación de imprentas en color y el incremento del uso de ordenadores y escáneres, se introdujeron modificaciones en los billetes de 5000 y 10 000 wones impresos entre 1994 y 2002, como la utilización de tintas especiales, microimpresión, etc.
| Denominación | Color predominante | Dimensiones | Imagen del anverso | Imagen del reverso |
| ------------ | ------------------ | ----------- | ------------------ | ------------------ |
| 1000 wones   | Violeta            | 151 × 76 mm |                    |                    |
| 5000 wones   | Naranja            | 156 × 76 mm |                    |                    |
| 5000 wones   | Naranja            | 156 × 76 mm |                    |                    |
| 10 000 wones | Verde              | 161 × 76 mm |                    |                    |
| 10 000 wones | Verde              | 161 × 76 mm |                    |                    |
| 10 000 wones | Verde              | 161 × 76 mm |                    |                    |

En 2006 muchos de los billetes en circulación se estaban falsificando, como el de 5000 wones. Esto llevó al gobierno a introducir una nueva serie de billetes, siendo precisamente el de 5000 wones en ser rediseñado. A finales de 2007 le siguieron los de 1000 y 10 000 wones. Estos nuevos billetes incluyen medidas de seguridad como hologramas en 3D que cambian de color, marcas de agua con retratos, etc.
El 23 de junio de 2009, el Banco de Corea introdujo una nueva denominación de 50 000 wones. También se anunció la emisión de billetes de 100 000 wones, sin embargo su introducción se canceló en el último momento.

En enero del año 2018 siendo así Corea del Sur el anfitrión de los Juegos Olímpicos de Pieonchang 2018 se emitió un billete conmemorativo de 2000 wones en razón de dicha olimpiada donde en la parte frontal se muestra unas corredoras de esquí en y en el anverso se muestra un tigre representado en una gama de colores de estilo blanco y negro. 
| Series de 2006–2017 | Series de 2006–2017 | Series de 2006–2017 | Series de 2006–2017 | Series de 2006–2017 | Series de 2006–2017 | Series de 2006–2017 | Series de 2006–2017            | Series de 2006–2017     | Series de 2006–2017             |
| ------------------- | ------------------- | ------------------- | ------------------- | ------------------- | --- | --- | ------------------------------ | ----------------------- | ------------------------------- |
| Imagen              | Imagen              | Denominación        | Dimensiones         | Color predominante  | Descripción | Descripción | Descripción                    | Fecha de emisión        | Designación de la serie del BOK |
| Anverso             | Reverso             | Denominación        | Dimensiones         | Color predominante  | Descripción | Descripción | Descripción                    | Fecha de emisión        | Designación de la serie del BOK |
| Anverso             | Reverso             | Denominación        | Dimensiones         | Color predominante  | Anverso | Reverso | Marca de agua                  | Fecha de emisión        | Designación de la serie del BOK |
|                     |                     | 1000 wones          | 136 × 68 mm         | Azul                | Yi Hwang, Myeongryundang en Seonggyungwan, flores de ciruela. | "Gyesangjeonggeodo"; una pintura Yi Hwang en Dosan Seowon por Jeong Seon.                                                              | Retrato del anverso, valor.    | 22 de enero de 2007     | Series III (다)                 |
| [ 3 ]               | [ 3 ]               | 2000 wones          | 140 x 75 mm         | Gris                | Siete eventos deportivos de invierno (biatlón, hockey sobre hielo, curling, patinaje de velocidad, saltos de esquí, luge y trineo)                                                          | Songhamaenghodo (una pintura de un tigre y un pino por el artista Kim Hong-do de la era Joseon)                                        | Estadio Olímpico de Pieonchang | 11 de diciembre de 2017 | Series I (가)                   |
|                     |                     | 5000 wones          | 142 × 68 mm         | Rojo                | Yi I, Ojukheon en Gangneung, bambú negro. | "Insectos y plantas", una pintura de una sandía y crías de gallo por la madre de Yi I, Shin Saimdang.                                  | Retrato del anverso, valor.    | 2 de enero de 2006      | Series V (마)                   |
|                     |                     | 10 000 wones        | 148 × 68 mm         | Verde               | Sejong el Grande, Irworobongdo, una pantalla plegable para los reyes de la era Joseon, y el texto del segundo capítulo de Yongbieocheonga, la primera obra de literatura escrita en hangul. | Globo de Honcheonsigye, mapa estelar de Cheonsang Yeolcha Bunyajido C14 y telescopio reflector en el Observatorio Bohyeonsan al fondo. | Retrato del anverso, valor.    | 22 de enero de 2007     | Series VI (바)                  |
|                     |                     | 50 000 wones        | 154 × 68 mm         | Amarillo            | Shin Saimdang con Chochungdo - una pantalla plegable de plantas e insectos bordados (Tesoro Nacional de Corea del Sur n.º 595) en el fondo.                                                 | Bambú y un ciruelo. | Retrato del anverso, valor.    | 23 de junio de 2009     | Series I (가)                   |